# 集士港站
集士港站是浙江省宁波市规划中的一座地下轨道交通车站，属于宁波轨道交通6号线。车站计划于2027年启用。

## 车站形制
集士港站位于海曙区集士港镇春华路、集古路口。车站位于春华路北侧，沿集古路南北向设置，为地下二层岛式车站，长207.6米，宽19.7米，总建筑面积为14562平方米。

## 出口
集士港站设置4个出入口。